# Casa Gehry
La Casa Gehry es tracta de la casa particular del mateix arquitecte, Frank Gehry. Construïda entre 1977 i 1979 se situa a Santa Mònica, Califòrnia, als Estats Units. Destaca per l'entorn que la rodeja, envoltada tota d'arbres que ofereixen molta intimitat. L'arquitecte representa el context de postguerra en els seus dissenys, tot i que la casa es troba a una zona urbana a prop de Wilshire Boulevard. El terreny ja estava ocupat per una casa rosa de dos pisos, que Gehry va transformar a la base del seu projecte.

## Concepte
La Residència Gehry és un treball deconstructivista sobre una casa convencional suburbana a Califòrnia, remodelada en diverses fases, al llarg de dècades, des de la seva reelaboració seminal original el 1978. La casa reuneix importants propietats que la fan diferent, però al principi des renovació els veïns realment odiaven l'estil i al seu propietari, era difícil entendre l'aspecte deconstructiu de la casa.
Frank Gerhy, per fer aquesta obra arquitectònica es va inspirar en el qui li van dir sobre la casa, una casa amb fantasmes.
«...Em va encantar la idea de deixar la casa intacta... se'm va acudir la idea de construir la nova casa al voltant. Ens van dir que hi havia fantasmes a la casa... vaig decidir que eren fantasmes del cubisme. Les finestres... Jo volia fer que es vegin com si s'estiguessin arrossegant. A la nit, ja que el vidre està inclinat reflecteixen la llum ... Així que quan vostè està assegut en aquesta taula es veuen tots aquests cotxes que passen per aquí, es veu la lluna al lloc equivocat ... la lluna és allà però reflecteix aquí ... i vostè pensa que és allà i no saps on diables ets...«- Frank Gehry

## Descripció
Tot i que la casa conserva cert sentit minimalista, el disseny està carregat de l'expressionisme i la sensibilitat és entesa lliurement com a intuïció artística d'accident no resolt. La paleta és antialta tecnologia, high-tech, a favor d'una presència visual que és ordinària i creada amb “tecnologia de baix cost”, “cheap tech”.
Es van fer dues reformes, en la primera l'arquitecte va fer una reforma en una antiga casa, estenent la planta baixa cap al carrer i deixant les façanes gairebé intactes. A l'interior es van fer canvis, revelant elements antics i nous. L'entrada està integrada en angles sortints de fusta, vidre, alumini i tela metàl·lica. La casa té rutes que creen àrees de repòs i moviment. A la planta baixa hi ha una cuina, sala d'estar, dormitoris, lavabo i pati del darrere. A la planta primera, el dormitori principal, un altre dormitori, vestidor, lavabo i terrassa. El 1991 es va ampliar la casa per a la família Gehry, mantenint l'estil original però amb canvis significatius. Tot i despertar crítiques, la Casa Gehry continua sent un clàssic. Les claraboies es van pensar com a entitats separades sense connexió consistent.
En la segona reforma, l'arquitecte va vendre la casa dues vegades, la darrera el 1992 per noves necessitats familiars. Es va convertir el garatge en una habitació per a hostes i sala de jocs, s'hi va afegir una piscina i es va renovar l'estructura de fusta. Gehry va mantenir només la finestra de la cuina i va crear un disseny de "fantasma del cubisme", un cub sense simbolisme.
- Exterior Positiu: Una euphorbia gegant al pati del darrere.
- Interior Positiu: Parets de fusta contraxapada a l'estudi, terres de taules estretes de roure, finestres amb panells de fusta.
- Negatiu: El veïnat està ocupat per edificis.

## Estructura
- L'estructura original és un bungalow de dues plantes amb emmarcat tradicional. S'han eliminat alguns acabats interiors per revelar el suport de l'estructura amb murs de càrrega i marcs de bigues de fusta.
- La Casa Gehry és un edifici renovat en tres etapes, amb diverses addicions que s'entrellacen amb l'estructura original de manera distorsionada.
  - A la primera etapa del projecte, les formes s'obren cap a fora des de l'interior de la casa original. Un cub inclinat fet de l'estructura de fusta de la casa trenca a través de les capes, revelant l'estructura interior.. Aquesta etapa qüestiona les diferències entre interior i exterior, original i agregat, estructura i façana de la casa original.
  - A la segona etapa, l'estructura de la paret posterior, que no està protegida per la pell, explota i els taulons surten cap a fora. L'estructura es trenca gairebé literalment
  - A la tercera etapa, la Casa Gehry mostra formes que semblen escapar de la casa a través d'una bretxa a la paret del darrere. Les formes, recargolades i sota tensió, creen una monografia amb una complexa relació entre elles i la casa

## Material
S'utilitzen materials poc comuns com tanques, vidres amb filferro, xapes ondulades, encofrat de fusta, acer i contraxapat a la residència de Gehry. La idea esculpida després de la seva feina no és desmantellar la casa antiga, sinó crear moviment dinàmic amb formes fluides i irregulars, com el terra de la cuina asfaltat.

## L'autor
Nascut amb el nom de Frank Owen Goldberg (Toronto, 28 de febrer de 1929) és un arquitecte i dissenyador estatunidenc nascut al Canadà. Alguns dels seus edificis, inclosa la seva residència privada a Santa Monica, Califòrnia, s'han convertit en atraccions de renom mundial. A la dècada dels 70, Frank Gehry va transformar una casa colonial a Santa Mònica en un símbol de deconstructivisme al voltant de l'antiga residència. Tot i la polèmica, la seva experimentació amb nous materials i el seu innovador disseny li van valer el Premi als 25 Anys de l'Institut Americà d'Arquitectes el 2012.